# Unidad Invencible - Perfect Rangers
Unidad Invencible - Perfect Rangers  (無敵戦隊パーフェクトレンジャー) es una película japonesa, del 14 de mayo de 2010, producida por Zen Pictures. Es una película del género tokusatsu, de acción y aventuras, con artes marciales, dirigido por Masayuki Toyama, y protagonizada por Arisa Taki.
El idioma es en japonés, pero también está disponible con subtítulos en inglés, en DVD o descargable por internet.

## Argumento
Schwarzenkreuz es el líder de la armada "Stancross oscura". Un hombre joven llamado Hikaru Sayama es capturado por la oscura organización de combatientes, pero es salvado por cinco luchadores justicieros. Ellos son los "Perfect Rangers", protectores de la paz. Los Rangers llevan al hombre a su base para protegerle. Una vez allí, le preguntan porque Stancross está detrás de él. La respuesta es porque tiene información vital para derrotar a los Perfect Rangers. Los Ranger rojo, rosa y verde le creen, mientras que los Rangers azul y amarillo sospechan de él. Por este desacuerdo entre los miembros del equipo, se crea una separación entre ellos. Esto lo aprovechará la organización de Stancross para atacarles por separado.